# Райан, Джимми (шотландский футболист)
Джеймс Ра́йан (англ. James Ryan; родился 12 мая 1945 года в Стерлинге, Шотландия), более известный как Джи́мми Ра́йан (англ. Jimmy Ryan) — шотландский футболист и футбольный тренер. Два десятилетия работал в тренерском штабе «Манчестер Юнайтед», в том числе тренером резервистов, ассистентом главного тренера и директором по молодёжному футболу в Академии «Манчестер Юнайтед».

## Биография
Джимми начал карьеру в «Манчестер Юнайтед» в 1963 году. Он дебютировал за основной состав «Юнайтед» 5 апреля 1966 года в матче против «Вест Бромвич Альбион» (игра завершилась вничью 3:3). Он помог клубу выиграть чемпионат в сезоне 1966/67 и Кубок европейских чемпионов в 1968 году. В 1970 году перешёл в «Лутон Таун», в котором выступал до 1976 года. В 1976 году переехал в США, где отыграл ещё четыре сезона за клуб «Даллас Торнадо» из Североамериканской футбольной лиги.
С 1990 по 1991 годы был главным тренером «Лутон Таун». За 18 месяцев, проведённых на этой должности, он спас команду от вылета в нижний дивизион.
В 1991 году Райан вернулся в «Манчестер Юнайтед», где работал тренером резервной команды. После этого он короткое время работал тренером первой команды, а затем был назначен на свою текущую должность, директором по молодёжному футболу.
В июне 2012 года завершил тренерскую карьеру, уйдя с поста директора по молодёжному футболу «Манчестер Юнайтед».